# Aviator Glacier
Aviator Glacier – lodowiec dolinny spływający z płaskowyżu Ziemi Wiktorii po zachodniej stronie pasma Mountaineer Range w obrębie łańcucha Gór Transantarktycznych, formujący pływający jęzor lodowcowy na powierzchni Morza Rossa – Aviator Glacier Tongue. 

## Nazwa
Nazwany przez New Zealand Geological Survey Antarctic Expedition (NZGSAE) (1958–1959) w uznaniu pracy pilotów i personelu lotniczego biorących udział w eksploracji Antarktyki .   

## Geografia
Aviator Glacier spływa z płaskowyżu Ziemi Wiktorii w kierunku południowym, po zachodniej stronie pasma Mountaineer Range w obrębie łańcucha Gór Transantarktycznych . Uchodzi do Lady Newnes Bay między Cape Sibbald a Hayes Head, gdzie na powierzchni Morza Rossa formuje pływający jęzor lodowcowy  – Aviator Glacier Tongue . Ma ponad 96 km długości i 8 km szerokości . Zasilany jest m.in. przez Aeronaut Glacier , Astronaut Glacier , Co-pilot Glacier , Cosmonaut Glacier , Cosmonette Glacier , Pilot Glacier  i Shoemaker Glacier .

## Historia
Lodowiec został po raz pierwszy sfotografowany przez W.M. Hawkes’a podczas pierwszego lotu z Nowej Zelandii do McMurdo Sound 17 grudnia 1955 roku . Próba wylądowania helikopterem na jego powierzchni, zaplanowana na grudzień 1958 roku, została odwołana z uwagi na uszkodzenie USS Glacier .